# Plouezoc'h

Plouezoc'h este o comună în departamentul Finistère, Franța. În 1 ianuarie 2022 avea o populație de 1.640 de locuitori.